# سدبوري (فيرمونت)
سدبوري (بالإنجليزية: Sudbury, Vermont)‏ هي بلدة تقع بولاية فيرمونت في الولايات المتحدة. تبلغ مساحتها 57.5 (كم²)، وترتفع عن سطح البحر 237 م، بلغ عدد سكانها 560 نسمة في عام 2010 حسب إحصاء مكتب تعداد الولايات المتحدة .

## وصلات خارجية
- The US50 - Cities and Towns in Vermont State
- Vermont Cities and Towns, Facts, Map, Flag, Colleges, Government, and More